# Crucea de piatră (film)
Crucea de piatră, menționat uneori Crucea de piatră – Ultimul bordel, este un film românesc din 1994 regizat de Andrei Blaier. Rolurile principale au fost interpretate de actorii Gheorghe Dinică, Florina Cercel, Coca Bloos și Ilarion Ciobanu.

## Distribuție
Distribuția filmului este alcătuită din:
- Gheorghe Dinică — Mache Puzderie, fost hingher, activistul comunist însărcinat cu desființarea stabilimentelor din „Crucea de piatră”
- Florina Cercel — tanti Luiza, matroana unui bordel din Crucea de piatră
- Coca Bloos — Venerica Cocean, poreclită „Foamea Neagră”, o prostituată celebră care fusese una dintre favoritele regelui Carol al II-lea, membră a celulei de partid
- Ilarion Ciobanu — Fane Rangu, vătaful bordelului, un fost hoț de cai din Brăila care pretinde a fi contele rus Polivanov
- Dorina Lazăr — nevasta lui Puzderie, o gospodină modestă cu șase copii
- François Pamfil — Bubi Finkelstein/Finchelescu, un lider comunist de origine evreiască (menționat Pamfil Ioan François)
- Corina Dănilă — Ileana („Liana”), o prostituată cu înfățișare candidă
- Ștefan Sileanu — „Țuțu”, comisarul de la Siguranța Statului, care i-a anchetat mai demult pe comuniști
- Silviu Biriș — Radu, un tânăr poet îndrăgostit de Ileana
- Florian Bala — Costel Babanu, băiatul cocoșat care locuiește la bordel și profită de fetele de acolo
- Manuela Hărăbor — Ilonka Szabó, o prostituată unguroaică
- Carmen Tănase — fostă prostituată, membră a celulei de partid
- Ruxandra Sireteanu — fostă prostituată, membră a celulei de partid
- Victoria Cociaș — fostă prostituată, membră a celulei de partid (menționată Viorica Cociașu)
- Margareta Pogonat — mama lui Radu, profesoară, cunoscută anterior drept „Cilica” de la tanti Verde din Brăila
- Theodor Danetti — dr. Belodin, tatăl lui Radu, medic cu idei politice comuniste (menționat Teodor Danetti)
- Carmen Trocan — Zambilica Cocioabă, o prostituată țigancă
- Mara Grigore — prostituată
- Cerasela Iosifescu — Lulu, prostituata care cooperează cu Puzderie (menționată Cerasela Iosipescu)
- Luminița Erga — Verbina, prostituata invidioasă, care-și toarnă colegele la comisarul de la Siguranță
- Adina Cartianu — Eveline Rosenberg, prostituata cu idei suicidare îndrăgostită de locotenentul Florin
- Diana Dumbravă — Matilda („Persida”) Vrabie, prostituata la care vin elevii de liceu
- Maria Teslaru — prostituată
- Ernest Maftei — preotul ortodox de la Biserica Boteanu, care-i cunună pe Radu și Ileana
- George Negoescu — activist comunist din ilegalitate
- Rudy Rosenfeld — activist comunist din ilegalitate (menționat Rudi Rosenfeld)
- Aristița Diamandi — Lucreția, servitoarea ardeleancă de la bordel
- Sanda Toma — femeia care-i blestemă pe comuniști că i-au luat câinele
- Fănuș Neagu — generalul sovietic care vine în vizită la bordel
- Horea Popescu — oratorul cu ochelari fumurii care ține un discurs împotriva desființării bordelurilor
- Doru Ana — târgovețul care-l denunță poliției pe Radu ca reacționar
- Vasile Elefterie Hariton — un târgoveț care-l înjură pe Stalin
- Dan Tufaru — un târgoveț care face sex în timpul serbării populare
- Nicolae Praida — polițistul care-i urmărește pe reacționari
- Toma Popovici — Toma, fiul Luizei, tânărul pianist care locuiește la bordel
- Cosmin Crețu
- Marela Jugănaru
- Ana-Maria Ciocanu (menționată Ana Maria Ciucan)
- Marilena Șerban
- Iuliana Gavrilă
- Doina Ghițescu
- Isabela Flencheș
- Luminița Sava
- Wilhelmina Câta
- Vasile Mentzel — medicul ginecolog
- Anda Roman
- Manuela Golescu
- Ruxandra Tudor
- Radu Gh. Zaharia
- Vasile Popa — starostele hoților din Crucea de piatră
- Adelaida Zamfir
- Niță Anastase — Laie Cram, amantul Persidei (menționat Niță Anastase Fifi)
- Sorin Stratilat
- Patricia Popa
- Dumitru Chesa — un târgoveț care glumește pe seama lui Stalin la serbarea populară (nemenționat)
- Eugenia Bosânceanu — activista comunistă aflată în prezidiu cu ocazia serbării populare (nemenționată)

## Primire
Filmul a fost vizionat de 375.389 spectatori în cinematografele din România, după cum atestă o situație a numărului de spectatori înregistrat de filmele românești de la data premierei și până la data de 31 decembrie 2014 alcătuită de Centrul Național al Cinematografiei.